# Clarín (krant)

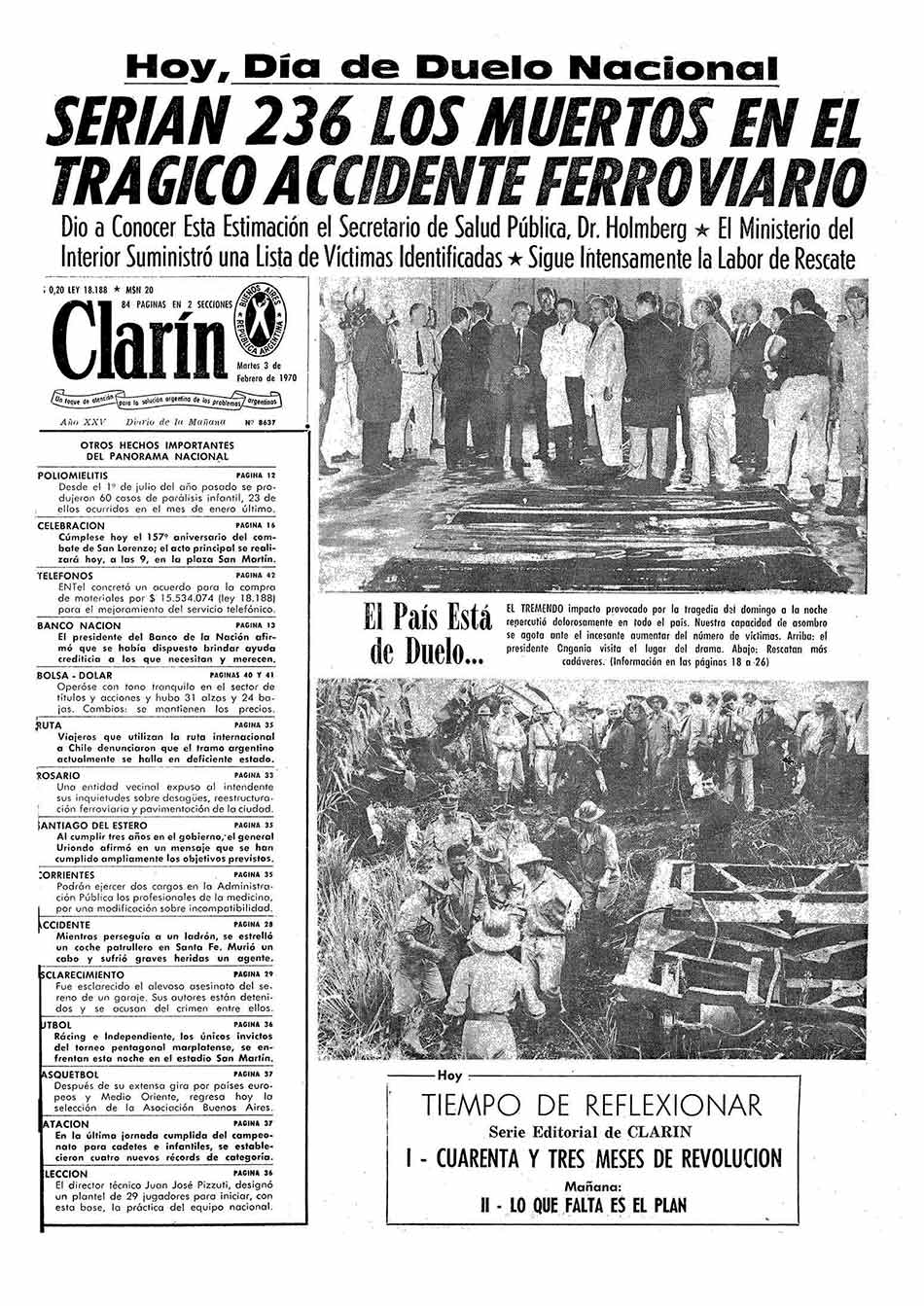
De Clarín van 3 februari 1970

Clarín is de belangrijkste krant van Argentinië, gevestigd in Buenos Aires. Het verschijnt in de ochtend in tabloidformaat en had in juli 2016 een gemiddelde oplage van 216.195 exemplaren per dag. De krant legt het accent op lokale onderwerpen zoals sport en cultuur. 
De krant is opgericht door Roberto Noble op 28 augustus 1945 en staat anno 2016 onder de redactie van Ernestina Herrera de Noble, zijn weduwe.